# Roberto Pasolini
Roberto Pasolini OFMCap (* 5. November 1971 in Mailand) ist ein italienischer römisch-katholischer Ordensgeistlicher. Seit November 2024 ist er Prediger des Päpstlichen Hauses.

## Leben
Roberto Pasolini trat der Ordensgemeinschaft der Kapuziner bei und legte am 7. September 2002 die ewige Profess ab. Am 23. September 2006 empfing er das Sakrament der Priesterweihe. Nach weiterführenden Studien in biblischer Theologie wurde er an der Päpstlichen Universität Gregoriana zum Doktor der Theologie promoviert. Anschließend lehrte er am provinzübergreifenden theologischen Ordensstudium der Kapuziner in Mailand und Venedig die Fächer biblische Sprachen und Heilige Schrift. Später lehrte er biblische Exegese an der Theologischen Fakultät von Norditalien in Mailand. Daneben ist er im Erzbistum Mailand in der Ausbildung von Religionslehrern tätig und arbeitet für die italienische Ordensoberenkonferenz.
Am 9. November 2024 ernannte ihn Papst Franziskus als Nachfolger von Raniero Kardinal Cantalamessa zum Prediger des Päpstlichen Hauses.
Roberto Pasolini ist Autor einer Reihe von Aufsätzen und Büchern zur biblischen Spiritualität; außerdem ist er als Exerzitienleiter tätig.

## Veröffentlichungen (Auswahl)
- Fallire e non mancare il bersaglio. Paradosso del regno e strategie comunicative nel Vangelo di Marco. Epifania della parola, Band 24, EDB, 2017, ISBN 978-88-10-40311-2.
- Non siamo stati noi. San Paolo Edizioni, Mailand 2021, ISBN 978-88-922-2285-4.
- È stato Dio. Dentro una vita nuova. San Paolo Edizioni, Mailand 2021, ISBN 978-88-922-2400-1.
- Saremo noi. Immersi nell’amore più grande. San Paolo Edizioni, Mailand 2021, ISBN 978-88-922-2698-2.
- Un giorno smetteremo di morire. San Paolo Edizioni, Mailand 2023, ISBN 978-88-922-4107-7.
- Iniziazione alla preghiera. San Paolo Edizioni, Mailand 2024, ISBN 978-88-922-4362-0.